# يفغيني آريه
يفغيني آريه (بالعبرية: יבגני אריה‏) (الروسية: Евгений Михайлович Арье) هو مخرج روسي وإسرائيلي، ولد في 28 نوفمبر 1947 في موسكو في روسيا.

## وفاته
مرض أرييه في نوفمبر 2021، وتوفي في 19 يناير 2022 عن عمر يناهز 74 عامًا أثناء إجراء عملية جراحية في عيادة بمدينة نيويورك. دفن في حديقة روز هيلز التذكارية في مدينة وادي بوتنام [الإنجليزية] بعد ثلاثة أيام.

## وصلات خارجية
- الموقع الرسمي